# Port lotniczy Førde
Port lotniczy Førde – krajowy port lotniczy położony w Førde. Jest jednym z największych portów lotniczych w zachodniej Norwegii.

## Linie lotnicze i połączenia
| Linia lotnicza | Kierunek           |
| -------------- | ------------------ |
| Widerøe        | 1. Oslo-Gardermoen |